# Державний кордон Суринаму

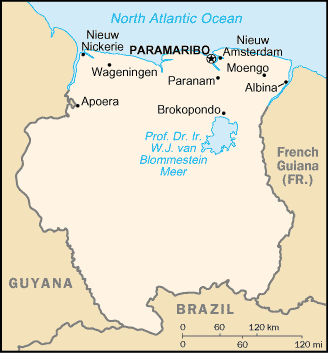
Карта Суринаму

Державний кордон Суринаму — державний кордон, лінія на поверхні Землі та вертикальна поверхня, що проходить по цій лінії, що визначають межі державного суверенітету Суринаму над власними територією, водами, природними ресурсами в них і повітряним простором над ними.

## Сухопутний кордон
Загальна довжина кордону — 1907 км. Суринам межує з 3 державами. Уся територія країни суцільна, тобто анклавів чи ексклавів не існує.
Ділянки державного кордону
| Держава  | Ділянка | Довжина (км) | Прикордонні регіони | Примітки |
| -------- | ------- | ------------ | ------------------- | -------- |
| Бразилія | південь | 515          |                     |          |
| Франція  | схід    | 556          |                     |          |
| Гаяна    | захід   | 836          |                     |          |

## Морські кордони
Суринам на півночі омивається водами Атлантичного океану. Загальна довжина морського узбережжя 386 км. Згідно з Конвенцією Організації Об'єднаних Націй з морського права (UNCLOS) 1982 року, протяжність територіальних вод країни встановлено в 12 морських миль (22,2 км). Виключна економічна зона встановлена на відстань 200 морських миль (370,4 км) від узбережжя.